# Gymnázium Brno, Křenová
Gymnázium Brno, Křenová je gymnázium v Brně. Zřizovatelem je Jihomoravský kraj. Škola nabízí denní čtyřleté a denní šestileté studium. V roce 2007 oslavila škola 100. výročí svého založení. Od školního roku 2007/2008 bylo osmileté studium zrušeno a o rok později nahrazeno šestiletým.